# Municipio Roma II (2001-2013)
Municipio Roma II, già "Circoscrizione II", è stata la denominazione della seconda suddivisione amministrativa di Roma Capitale, situata a nord del centro storico.
Con la delibera n.11 dell'11 marzo 2013, l'Assemblea Capitolina lo accorpa con l'ex Municipio Roma III ed istituisce il nuovo Municipio Roma II.

## Geografia fisica

### Territorio
Il suo territorio era suddiviso in sette Zone Urbanistiche e la sua popolazione così distribuita:
| M. Roma II (Parioli)  |         |
| 2a Villaggio Olimpico | 2.880   |
| 2b Parioli            | 23.720  |
| 2c Flaminio           | 13.491  |
| 2d Salario            | 26.375  |
| 2e Trieste            | 54.803  |
| 2x Villa Ada          | 663     |
| 2y Villa Borghese     | 1.102   |
| Non Localizzati       | 60      |
| Totale                | 123.094 |

Il territorio si estendeva sui seguenti quartieri:

- Q. I Flaminio
- Q. II Parioli
- Q. III Pinciano

- Q. IV Salario
- Q. XVII Trieste

## Da vedere
- Quartiere Coppedè
- Catacombe di Priscilla
- Sedia del Diavolo
- Complesso monumentale di Sant'Agnese fuori le mura
- Auditorium Parco della Musica
- Fontana dell'Acqua Acetosa

- Moschea di Roma
- Porta del Popolo
- Mura Aureliane
- Mausoleo di Lucilio Peto
- Porta Pinciana
- Bioparco (o Zoo di Roma)

## Parchi e Ville
- Villa Ada
- Parco Virgiliano
- Villa Borghese
- Villa Albani

- Villa Leopardi
- Villa Paganini
- Villa Chigi

## Università
La zona ospita entrambe le facoltà di Architettura de La Sapienza, site al Flaminio e in zona Valle Giulia, e la facoltà di Scienze della Comunicazione al civico 113 della via Salaria.
Sono, inoltre, presenti le sedi principale e distaccate della Libera università internazionale degli studi sociali Guido Carli (Luiss).

## Cinema
- Admiral - Piazza Verbano, 5
- Embassy - Via Antonio Stoppani, 7
- Fiamma - Via Bissolati, 47
- King - Via Fogliano, 37

- Lux - Via Massaciuccoli, 31
- Mignon - Via Viterbo, 11
- Roxy Parioli - Via L. Luciani, 52
- Tiziano (d'essai) - Via Guido Reni, 2/a

## Stadi
- Stadio Flaminio

## Presidenti del Municipio
| Periodo | Periodo | Presidente      | Partito                 | Carica     | Note |
| ------- | ------- | --------------- | ----------------------- | ---------- | ---- |
| 2001    | 2006    | Antonio Saccone | Forza Italia            | Presidente |      |
| 2006    | 2008    | Guido Bottini   | Partito Democratico     | Presidente |      |
| 2008    | 2013    | Sara De Angelis | Il Popolo della Libertà | Presidente |      |